# Jeux capitolins

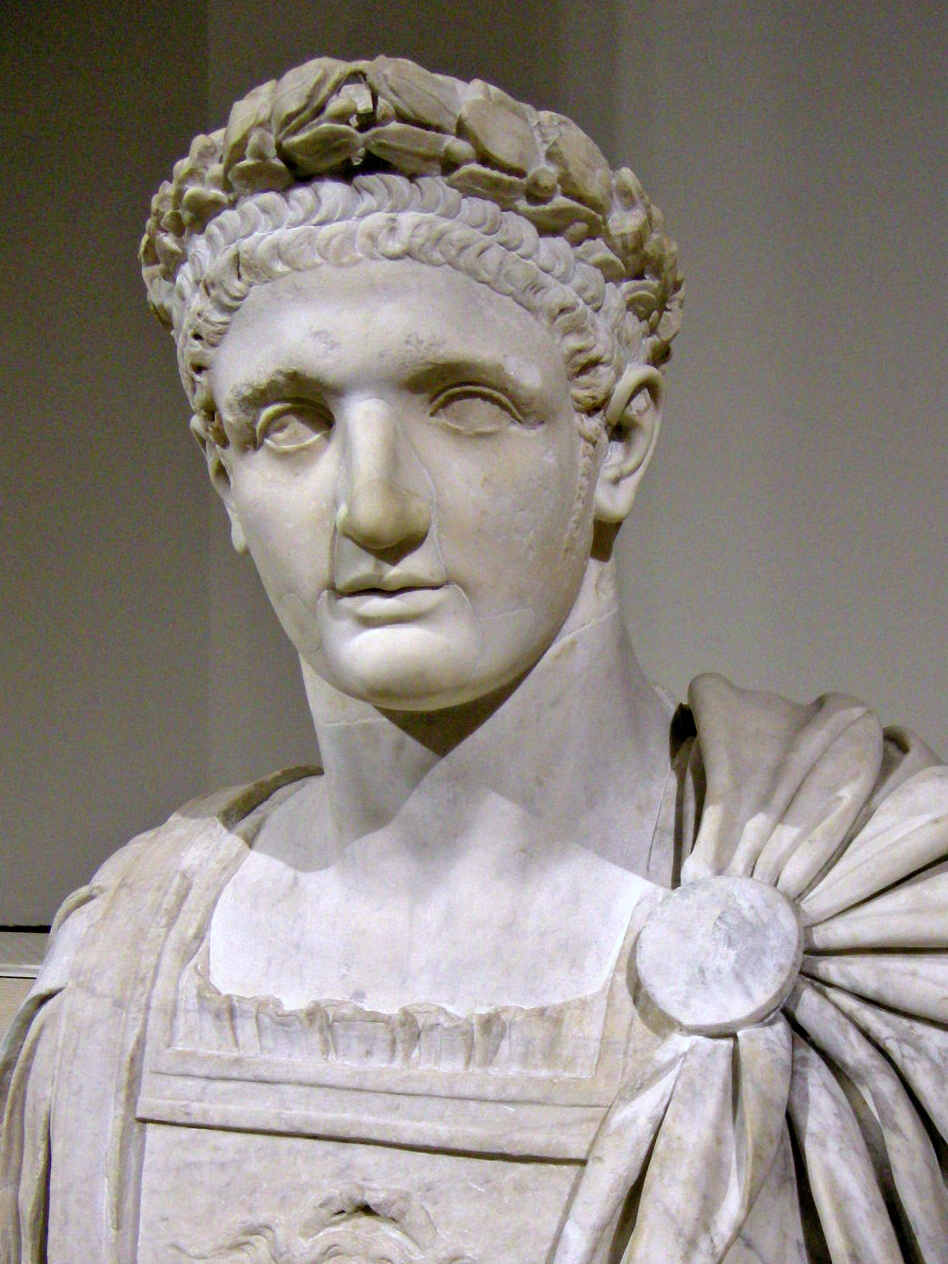
Buste de Domitien, musée du Louvre (Ma 1264)

Les jeux capitolins (en latin : ludi capitolini) sont des jeux romains (ludi circenses) donnés en l'honneur de Jupiter Capitolin. Instaurés sur un rythme annuel à la fin du IVe siècle av. J.-C. selon la tradition rapportée par Tite-Live, ils tombent en désuétude et sont rétablis sur le modèle des jeux olympiques grecs par Domitien en 86.

## Les jeux romuléens
Selon une tradition rapportée par l'historien du IIe siècle av. J.-C. Lucius Calpurnius Piso Frugi, citée par Suétone puis Tertullien, c'est Romulus qui aurait instauré les jeux capitolins, connus alors sous le nom de Ludi Tarpeii car les cérémonies commencent près de la Roche Tarpéienne. Les jeux sont alors donnés en l'honneur de Jupiter Férétrien dont un temple vient d'être dédié par Romulus sur le Capitole.

## Les jeux républicains
Selon Tite-Live, les jeux capitolins sont institués ou réinstaurés par le Sénat sur proposition du dictateur Camille en 390 ou 387 av. J.-C.,, en l'honneur de Jupiter Capitolin en remerciement pour le fait que la citadelle du Capitole n'ait pas cédé lors de l'invasion gauloise et pour le fait que les Gaulois aient finalement quitté Rome.
Les jeux commencent aux ides d'Octobre (15 octobre) et durent seize jours. Leur organisation échoit aux Capitolini, collège de prêtres dont les membres résident sur le Capitole et donc sont patriciens,.
Selon Plutarque, une partie de la cérémonie met en scène des crieurs publics mettant aux enchères des Sardi ou Sardiani, peut-être une allusion au nombre important et au prix modeste des esclaves d'origine sarde ou parce que les Véiens sont ainsi surnommés parce qu'on pensait qu'ils étaient originaires de Lydie dont la capitale est Sardes. Un vieil homme est également exhibé portant la Bulla puerilis des enfants, soumis aux moqueries du public. Selon Festus, il revêt en plus la toge prétexte et porte l'amulette autour de son cou, non à la manière des enfants mais pour rappeler qu'il s'agit d'un des ornements des rois d'Étrurie. Selon les auteurs antiques, ces cérémonies tournent en ridicule les Véiens qui viennent d'être soumis à l'époque de l'instauration des jeux et qui ont été nombreux à tomber en esclavage.

## Reprise des jeux sous l'Empire
Les jeux capitolins originels finissent par tomber en désuétude. De nouveaux jeux sont réinstitués par Domitien en 86, les agones capitolini, sur le modèle des jeux olympiques grecs, que Domitien présidait en costume grec. La construction sur le Champ de Mars d'un nouvel Odéon et d'un Stade contribuent à la tenue de ces jeux. Tous les quatre ans, au début de l'été, des concurrents viennent de tout l'Empire et de nations étrangères pour participer à diverses épreuves. Des récompenses et des couronnes sont remises aux poètes et placées sur leur tête par l'empereur lui-même. Les festivités ne mettent pas seulement les poètes à l'honneur mais également les athlètes, orateurs, historiens, comédiens, magiciens, etc.
Cette nouvelle version des jeux capitolins devient si populaire que l'antique tradition pour compter les lustres (période de cinq ans) est progressivement remplacée par un compte aligné sur les jeux capitolins (période de quatre ans), à la manière de l'olympiade grecque.